# Баркан Неллі
Nelly Баркан (івр. נלי ברקן; нар. 18 листопада 1973) — ізраїльська колишня професійна тенісистка.
Баркан дебютувала у головному жеребкуванні WTA на Кубку громадян 1993 року у парному розряді у партнерстві з Ольгою Лугіною.

## Фінал ITF Circuit

### Одиночний розряд: 7 (5–2)
| Легенда         |
| --------------- |
| Турнір $100 000 |
| Турнір $ 75 000 |
| Турнір $ 50 000 |
| Турнір $ 25 000 |
| Турнір $ 10 000 |

| Результат  | №  | Дата                | Турнір            | Поверхня | Суперник у фіналі  | Рахунок у фіналі |
| ---------- | -- | ------------------- | ----------------- | -------- | ------------------ | ---------------- |
| Поразка    | 1. | 2 вересня 1991 року | Бургас, Болгарія  | Хард     | Ірина Сухова       | 3–6, 6–2, 3–6    |
| Переможець | 2. | 16 серпня 1992 року | Ребек, Бельгія    | Глина    | Олена Лиховцева    | 6–3, 6–0         |
| Поразка    | 3. | 27 червня 1994 року | Вельп, Нідерланди | Глина    | Вероніка Шафаржова | 4–6, 5–7         |
| Переможець | 4. | 3 квітня 1995 р     | Тверія, Ізраїль   | Хард     | Яна Соколенко      | 6–4, 6–3         |
| Переможець | 5. | 29 травня 1995 року | Яффа, Ізраїль     | Хард     | Ширі Бурштейн      | 4–6, 6–3, 6–1    |
| Переможець | 6. | 5 червня 1995 року  | Хайфа, Ізраїль    | Хард     | Ципора Обзілер     | 6–2, 6–2         |
| Переможець | 7. | 26 червня 1995 р    | Вельп, Нідерланди | Глина    | Яна Ондрухова      | 6–0, 7–6 (5)     |

### Парний розряд: 16 (10–6)
| Легенда         |
| --------------- |
| Турнір $100 000 |
| Турнір $75 000  |
| Турнір $50 000  |
| Турнір $25 000  |
| Турнір $10 000  |

| Результат   | No. | Дата              | Турнір                  | Покриття | Партнер             | Суперники у фіналі                      | Рахунок            |
| ----------- | --- | ----------------- | ----------------------- | -------- | ------------------- | --------------------------------------- | ------------------ |
| Переможець  | 1.  | 29 липня 1991 р.  | Ла-Корунья, Spain       | Глина    | Ольга Лугіна        | Ханнеке Кетелаарс Хрістіна Захаріду     | 7–6(4), 6–3        |
| Поразка     | 2.  | 25 серпня 1991 р. | Коксійде, Бельгія       | Глина    | Ольга Лугіна        | Лоранс Куртуа Нансі Фебер               | 6–4, 0–6, 4–6      |
| Переможець  | 3.  | 14 жовтня 1991 р. | Бургдорф, Швейцарія     | Килим    | Ольга Лугіна        | Мішель Штребель Наталі Цчан             | 6–4, 1–6, 6–4      |
| Поразка     | 4.  | 10 серпня 1992 р. | Ребек, Бельгія          | Глина    | Марія Марфіна       | Светлана Кривенчева Олена Лиховцева     | 5–7, 2–6           |
| Друге місце | 5.  | 7 вересня 1992 р. | Варна, Болгарія         | Глина    | Аїда Халатян        | Марія Марфіна Каріна Курегян            | 4–6, 4–6           |
| Переможець  | 6.  | 19 жовтня 1992 р. | Лісс, Швейцарія         | Хард (i) | Светлана Кривенчева | Габі Горенгель Амі ван Буурен           | 7–6(7–4), 3–6, 6–4 |
| Переможець  | 7.  | 24 травня 1993 р. | Рамат-га-Шарон, Ізраїль | Хард     | Тесса Шаповалова    | Галя Ангелова Теодора Недева            | 6–2, 7–6(5)        |
| Переможець  | 8.  | 9 серпня 1993 р.  | Ребек, Бельгія          | Глина    | Ольга Лугіна        | Маріана Діас-Оліва Валентіна Соларі     | 6–1, 7–6(1)        |
| Поразка     | 9.  | 22 травня 1994 р. | Ратцебург, Німеччина    | Глина    | Светлана Комлева    | Магалі Бенітез Марія Долорес Кампанья   | 6–3, 5–7, 6–7(6)   |
| Переможець  | 10. | 20 червня 1994 р. | Докси, Чехія            | Глина    | Мартіне Воссеберг   | Мартіна Гаутова Моніка Кратохвілова     | 6–4, 6–3           |
| Переможець  | 11. | 3 квітня 1995 р.  | Tiberias, Ізраїль       | Хард     | Тесса Шаповалова    | Наталі Кахана Ошрі Шашуа                | 6–4, 6–1           |
| Переможець  | 12. | 22 травня 1995 р. | Ратцебург, Німеччина    | Глина    | Клаудія Тімм        | Аманда Гопманс Анна Лінкова             | 6–2, 6–1           |
| Переможець  | 13. | 29 травня 1995 р. | Яффа, Ізраїль           | Хард     | Тесса Шаповалова    | Лімор Габай Памела Зінгман              | 6–4, 6–3           |
| Переможець  | 14. | 5 червня 1995 р.  | Хайфа, Ізраїль          | Хард     | Тесса Шаповалова    | Лімор Габай Памела Зінгман              | 6–4, 6–4           |
| Поразка     | 15. | 26 червня 1995 р. | Велп, Нідерланди        | Глина    | Анна Лінкова        | Генріетте ван Аалдерен Стефані Гомпертс | 1–6, 0–6           |
| Поразка     | 16. | 24 червня 1996 р. | Велп, Нідерланди        | Глина    | Мартіне Воссеберг   | Марієль Брюенс Деббі Гак                | 6–3, 4–6, 2–6      |